# Camelot (musical)
Camelot è un musical di Alan Jay Lerner e Frederick Loewe (musica). Si ispira alla leggenda di Re Artù così come fu adattata da Terence Hanbury White nel suo romanzo Re in eterno.
La produzione originale del 1960, diretta da Moss Hart e orchestrata da Robert Russell Bennett e Philip J. Lang, rimase in cartellone a Broadway per 873 repliche, vincendo quattro Tony Award e dando vita a numerosi revival, produzioni all'estero e una versione cinematografica del 1967. L'album originale rimase per sei settimane in prima posizione ed in cima alla lista delle vendite (Billboard 200) in America per 60 settimane.
Dopo aver visto una replica dello spettacolo Walt Disney andò a trovare in camerino la protagonista, Julie Andrews, e le propose di interpretare la parte di Mary Poppins nell'omonimo film.

## Il contesto
Nel 1959, Alan Jay Lerner e Moss Hart decisero di produrre un adattamento dall'opera di Terence Hanbury White intitolata Re in eterno. Come spiega Lerner nel suo libro The Street Where I Live, Frederick Loewe, sebbene non particolarmente interessato al progetto, acconsentì di comporre le musiche, con la consapevolezza che se le cose fossero andate male sarebbe stata la sua ultima opera. Dopo l'enorme successo di My Fair Lady, le aspettative erano alte per un nuovo musical firmato Lerner e Loewe. Tuttavia, la produzione dello spettacolo incontrò diversi ostacoli. La moglie di Lerner lo lasciò durante la prima fase di scrittura, provocandogli il bisogno di cure mediche ed il successivo ritardo della produzione. Quando si iniziarono le prove di Camelot, c'era ancora bisogno di molto lavoro. I produttori riuscirono comunque ad assicurare un cast d'eccezione, tra cui Julie Andrews, Richard Burton e Roddy McDowall, così come Robert Goulet nella sua prima parte a Broadway. Anche John Cullum fece il suo debutto a Broadway nei panni di Sir Dinadan, mentre Bruce Yarnell fu scelto per la parte di Sir Lionel. Cullum sostituì in seguito McDowall, mentre William Squire sostituì Burton. Altre sostituzioni inclusero Patricia Bredin, Kathryn Grayson e Janet Pavek al posto di Julie Andrews.

## Le prove e la promozione
Le prime prove del musical avvennero nel 1960 a Toronto, all'O'Keefe Centre. Il sipario calò nel primo pomeriggio, alle 12:40; Lerner osservò in seguito che «Soltanto Tristano e Isotta raggiunse risultati simili». I giornali, sebbene accolsero bene il musical, accennarono che c'era ancora del lavoro da fare perché avesse successo. Lerner fu ricoverato a causa di un'ulcera e fu costretto a ritirarsi dalla produzione per un periodo di tempo. Hart ebbe un infarto, e Lerner intervenne come direttore temporaneo per il resto delle rappresentazioni fuori città spinto da Kitty Carlisle. La rappresentazione di ‘'Camelot'’ si spostò a Boston, ad un'ora e mezza di distanza, ma era comunque troppo lontano. Il team della produzione cercò di trovare un altro direttore. Lerner e Loewe non erano d'accordo su come procedere con il musical, dato che Loewe non aveva intenzione di fare alcuna modifica senza il consiglio di Hart. Lerner scrisse: "Dio solo sa cosa sarebbe successo se non ci fosse stato Richard Burton." Accettando tagli e cambiamenti, Richard Burton diffuse un senso di “fiducia e cordialità” che riuscì a calmare le paure degli attori. La canzone di Ginevra "Before I Gaze at You Again" fu assegnata a Julie Andrews all'ultimo momento antecedente all'anteprima di New York, fatto che suscitò la famosa dichiarazione dell'attrice: “Certo caro, ma cerca di farmela avere la sera prima.” Dopo lo spettacolo tenutosi a Broadway, Hart fu dimesso dall'ospedale, e lui e Lerner iniziarono a tagliare il musical ulteriormente. Due canzoni, "Then You May Take Me To the Fair" e "Fie on Goodness," furono escluse a pochi mesi dalle repliche (sebbene rimasero nell'album).
Gli articoli dei critici di New York riguardo alla produzione originale non furono unanimi. Fortunatamente per il musical, Ed Sullivan contattò Lerner e Loewe per creare un filmato per il suo programma televisivo, celebrando il quinto anniversario di ‘'My Fair Lady'’. Decisero di eseguire quattro momenti clou del musical. Questo stimolò la vendita dei biglietti, e ‘'Camelot'’ raggiunse un traguardo di vendite senza precedenti di tre milioni e mezzo di dollari. Robert Goulet ricevette critiche favorevoli, specialmente per la sua interpretazione di "If Ever I Would Leave You", che diventò il suo cavallo di battaglia.

## Il periodo successivo
Dopo le repliche di Camelot, Goulet apparve in The Danny Thomas Show e The Ed Sullivan Show, che fecero di lui un nome noto al pubblico americano.
Fu anche reso noto, subito dopo l'assassinio di John Fitzgerald Kennedy (compagno di corso di Lerner all'Università di Harvard), che la registrazione della versione originale era ascoltata alla Casa Bianca prima di andare a dormire e che la parte preferita di Kennedy era quella finale (in cui Artù sta addestrando da cavaliere un ragazzo e gli dice di tramandare la storia di Camelot alle generazioni future).
Gli ostacoli che furono affrontati durante la produzione di Camelot furono difficili per la collaborazione tra Lerner e Loewe, e il musical finì per essere uno dei loro ultimi progetti realizzati insieme (sebbene lavorarono all'adattamento del film del 1958 Gigi in un'opera teatrale del 1973, e collaborarono anche l'anno seguente nel film musicale ‘'Il piccolo principe.

Camelot fu l'ultimo musical di Broadway di Hart; morì a causa di un infarto il 20 dicembre 1961.

## La produzione

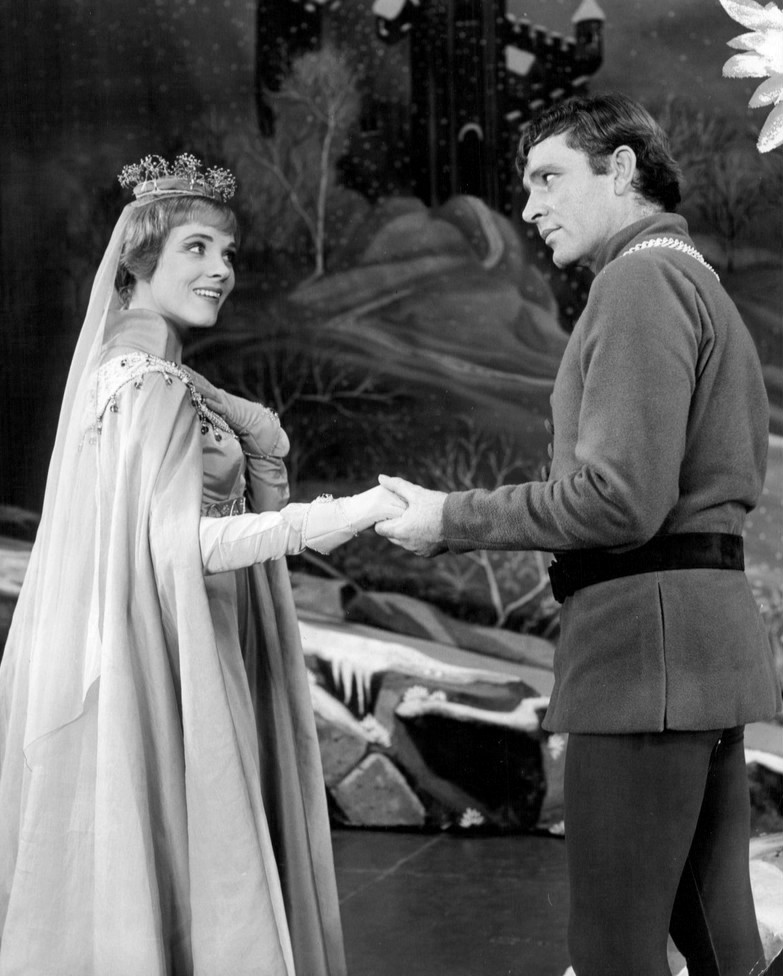
Julie Andrews e Richard Burton interpretano Ginevra e Re Artù.

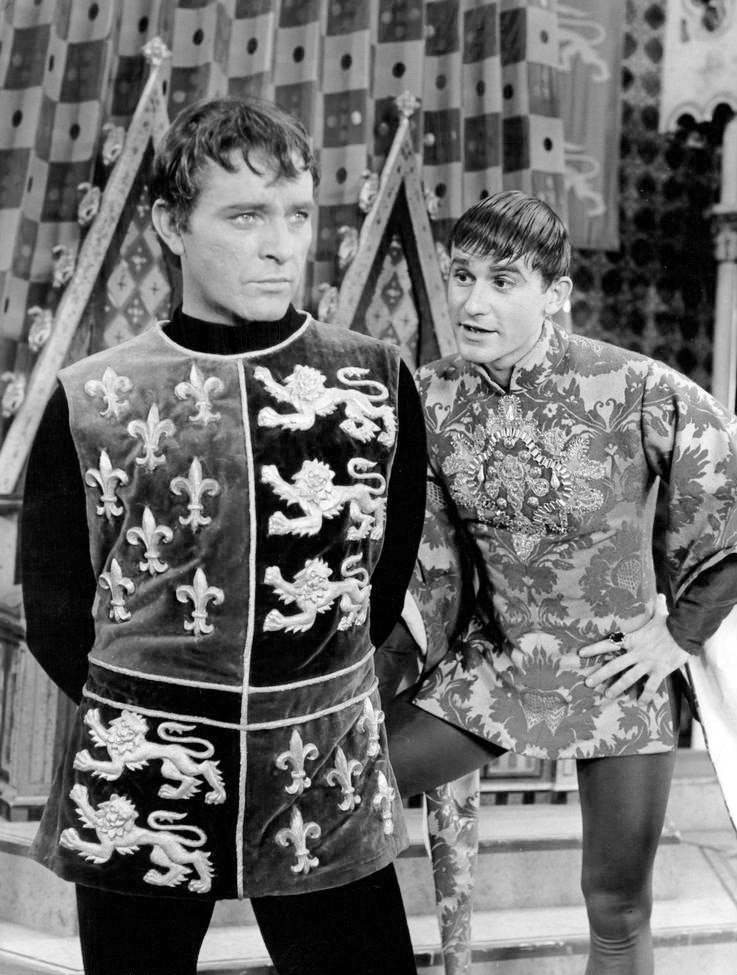
Richard Burton e Roddy McDowall, nel ruolo di Mordred.

La produzione originale e le tournée
La prima di ‘'Camelot'’ ebbe luogo a Broadway al Majestic Theatre il 3 dicembre 1960 e il sipario calò il 5 gennaio 1963, dopo 873 rappresentazioni e due anteprime. Fu diretto da Moss Hart, Hanya Holm si occupò della coreografia, mentre Oliver Smith della progettazione scenica, Tony Duquette e Adrian dei costumi e Feder delle luci. Il musical vinse quattro Tony Award e l'album originale rimase in cima alla American's top-selling LP per 60 settimane.
La chiusura dello spettacolo a Broadway fu seguita da una tournée negli Stati Uniti, con protagonisti Kathryn Grayson e William Squire, il quale fu poi sostituito da Louis Hayward. Ci fu anche una tournée a costo più basso tra il 163-64 con Biff McGuire nel ruolo di Re Artù, Jeannie Carson in quello di Ginevra e Sean Garrison nei panni di Lancillotto. Anche un'altra compagnia fece una tournée del musical nel 1964, con Howard Keel (Re Artù), Constance Towers (Ginevra) e Bob Holiday (Lancillotto). Una produzione australiana fu realizzata ad Adelaide nel 1963, prodotta dalla compagnia J.C. Williamson e rimase in cartellone per due anni.
La produzione originale di Londra
La prima di Londra avvenne nell'agosto 1964 al Theatre Royal, Drury Lane e recitarono Laurence Harvey nel ruolo di Re Artù, Elizabeth Larner nei panni di Ginevra e Barry Kent in quelli di Lancillotto. Rimase in programma per 518 repliche. La versione cinematografica fu realizzata nel 1967 con Richard Harris e Vanessa Redgrave nei ruoli dei protagonisti.
Produzioni successive
Richard Burton riprese il suo ruolo di Re Artù in una rimessa in scena che rimase in programma dall'8 luglio al 23 agosto 1980 al New York State Theatre. Christine Ebersole interpretò Ginevra, mentre Richard Muenz recitò il ruolo di Lancillotto.
Lo spettacolo fu rimesso in scena a Broadway al Winter Garden Theatre dal 15 novembre 1981 al 2 gennaio 1982, vedendo Re Artù interpretato da Richard Harris, Ginevra da Meg Bussert e Lancillotto da Muenz.
Un'altra rimessa in scena a Broadway durò dal 21 giugno al 7 agosto 1993 per 56 repliche al George Gershwin Theatre, con Goulet nel ruolo di Re Artù. Goulet riprese questo ruolo a Toronto nel 1993.
Una tournée di diciotto mesi negli Stati Uniti, con Michael York, Rachel York e James Barbour nei ruoli dei protagonisti, iniziò il 9 gennaio 2007 e finì nell'aprile 2008. Michael Lerner, il figlio di Alan Jay Lerner, contribuì ad alcuni cambiamenti al libretto. Dal giugno 2007, la tournée partì da Toronto, dove il musical andò in scena per la prima volta nel 1960. Mentre la tournée di Michael York del 2007 andava in scena negli Stati Uniti, Candlewood International organizzò un'altra tournée che toccò due città in cui il musical non era mai stato messo in scena. Questa versione fu diretta da Jeff Buchsbaum e Paula Sloan preparò la coreografia del cast formato da Robert Brown (Re Artù), Matthew Posner (Lancillotto), Mollie Vogt-Welch (Ginevra), Gregory Van Acker (Sir Sagramore), Geoff Lutz (Mordred) e Heather Faith Stricker (Lady Caterina).
Dal 7 al 10 maggio 2008, l'Orchestra Filarmonica di New York presentò cinque concerti di ‘'Camelot'’ diretti da Lonny Price e prodotti da Thomas Z. Shepard, con Gabriel Byrne nel ruolo di Re Artù, Marin Mazzie in quello di Ginevra e Nathan Gunn nei panni di Lancillotto. Christopher Lloyd fu scelto per interpretare Pellinore, Stacy Keach Merlino, Marc Kudisch Lionel, Bobby Steggert interpretò Mordred, Will Swenson Sagramore, mentre il ruolo di Morgan Le Fey spettò a Fran Drescher. L'8 maggio, il musical venne mandato in onda dal canale americano PBS.

## Ruoli e cast originale
| Personaggio   | Broadway, 1960 | Altri interpreti |
| ------------- | -------------- | --- |
| Re Artù       | Richard Burton | Brent Barrett, Andrew Burnap, Gabriel Byrne, George Chakiris, Davis Gaines, Robert Goulet, Richard Harris, Laurence Harvey, Louis Hayward, George Hearn, Rock Hudson, Jeremy Irons, Stacy Keach, Howard Keel, Lin-Manuel Miranda, John Raitt, William Squire, Brian Stokes Mitchell, David Thaxton, Hayden Tee, Arthur Treacher, Earl Wrightson, Geraint Wyn Davies, Michael York |
| Ginevra       | Julie Andrews  | Meg Bussert, Erin Davie, Christine Ebersole, Melissa Errico, Fiona Fullerton, Kathryn Grayson, Lois Hunt, Betsy Joslyn, Carol Lawrence, Marin Mazzie, Sylvia McNair, Laura Michelle Kelly, Solea Pfeiffer, Alexandra Silber, Phillipa Soo, Constance Towers, Rachel York, Lauren Ward                                                                                             |
| Lancillotto   | Robert Goulet  | Steve Blanchard, Patrick Cassidy, Martin Vidnovic, Matt Rawle, Ryan Silverman, Chuck Wagner |
| Merlino       | David Hurst    | Orson Bean, Brent Carver, Arthur Malet, Dakin Matthews |
| Pellinore     | Robert Coote   | Victor Buono, Danny Burstein, Brent Carver, Melville Cooper, George S. Irving, Christopher Lloyd, Laurie Main, Tony Shalhoub, Paxton Whitehead, |
| Mordred       | Roddy McDowall | John Cullum, Jason Donovan, Barrett Foa, Ethan Slater, Bobby Steggert, Taylor Trensch, Jon Voight |
| Sir Dinadan   | John Cullum    | Jason Danieley, George Hearn |
| Morgan Le Fey | M'el Dowd      | Fran Drescher, Julie White |
| Dama del Lago | Marjorie Smith | Ruthie Ann Miles, Claire Moore |

+ Nelle produzioni successive, Alan Jay Lerner rimosse il personaggio di Morgan Le Fay per rendere il secondo atto meno comico, rimpiazzandola con Re Artù nella scena con Mordred.

## Riassunto

### Atto I
Re Artù è preoccupato a causa del suo matrimonio imminente e si sta nascondendo in un albero. Mago Merlino, il suo saggio maestro, chiama Artù per avvisarlo che deve imparare a pensare per sé stesso. Merlino, che vive indietro nel tempo e ricorda il futuro così come il passato, sa che presto sarà separato da Artù. Merlino lo convince a fare un passo indietro e lo rimprovera per il suo comportamento non adatto ad un re. Artù, lasciato solo, valuta sia quello che gli ha detto che i propri sentimenti riguardo al matrimonio previsto. Sente arrivare qualcuno e si nasconde di nuovo nell'albero. Ginevra, la sua promessa sposa, arriva nel bosco. Non le piace l'idea di diventare regina, preferendo una vita comune. Scopre che c'è Artù, il quale sente la sua riluttanza a sposarlo e le racconta del piacere della vita a Camelot. Sono entrambi affascinati uno dall'altra e quasi si baciano, quando I suoi addetti si imbattono in loro. Viene riconosciuto essere il re, il quale racconta a Ginevra la storia di come estrasse la spada dalla pietra e diventò re, e lei accetta finalmente di sposarlo. Mago Merlino è divertito da questo sviluppo, ma la sua gioia si trasforma in dolore, dato che i suoi ricordi del futuro iniziano a scomparire. Si rende conto che la Dama del Lago, una bellissima naiade, è arrivata per attirarlo nella sua grotta per un sonno eterno. Merlino le chiede delle risposte, dato che non ricorda se aveva messo in guardia Artù da due individui: Lancillotto e Mordred. I suoi ricordi svaniscono definitivamente e viene portato via.
Cinque anni dopo, Artù è nel suo studio con Ginevra e discutono sul da farsi. Spiega che desidera creare un nuovo ordine di cavalieri, che non saccheggi e non combatta, ma provi a difendere l'onore e la giustizia. Alla fine ha l'ispirazione, con l'aiuto di Ginevra, di costituire la Tavola Rotonda. Cinque anni dopo, I Cavalieri della Tavola Rotonda acquistarono notorietà in tutto il territorio, ma anche in tutta la Francia. Un giovane bigotto francese, chiamato Lancillotto, è venuto a conoscenza della Tavola Rotonda ed è determinato ad arrivare a Camelot per aggiungersi ai cavalieri di Artù, sicuro di essere perfetto per il ruolo. Il re Pellinore, amico d'infanzia di Artù, arriva a Camelot per testimoniare la grandezza del re, ed è sottinteso che è diventato parte della famiglia. Ginevra organizza una festa, durante la quale Artù presenta la moglie a Lancillotto.
Lancillotto non piace a Ginevra fin dal primo momento. Il tempo passa e lui diventa l'avversario della maggior parte dei cavalieri. Ginevra incita Dinadan, Sagramore e il corpulento Lionel ad attirare Lancillotto in un incontro. Artù, che è diventato “migliore amico” di Lancillotto, è costernato da questo, ed è perplesso per quanto riguarda Ginevra.
Nell'incontro, Lancillotto sconfigge facilmente i tre avversari. Quasi uccide Lionel, che combatte fino all'ultimo. La costernazione della folla si trasforma in venerazione e adorazione. Questa adorazione della folla si espande a Ginevra, la quale si innamora di lui. Non vuole violare le promesse matrimoniali e spera che Lancillotto lasci Camelot. Sfortunatamente, Lancillotto ama Ginevra, ed è lacerato dal conflitto tra questo amore e la sua devozione verso Artù. Quest'ultimo fa di Lancillotto un Cavaliere della Tavola Rotonda. Re artù intuisce che ci sia qualcosa tra Lancillotto e Ginevra, ma spera che questo cessi, dato che non vuole turbare la calma di Camelot. Recita un monologo rivolto alla sua spada Exalibur dicendo che supereranno le sfide che affronteranno insieme.

### Atto II
Alcuni anni dopo, Ginevra e Lancillotto sono ancora tormentati dal loro amore irrealizzato. Lei prova a liberarsi di lui, ma Lancillotto non la lascia. Entrambi credono che Artù sia ignaro di tutto ciò. Nonostante tutto, Ginevra rimane fedele ad Artù e lo aiuta a portare avanti gli affari di Stato.
Mordred, il figlio illegittimo di Artù, arriva a Camelot per disonorare il re e salire al trono. Artù lo mette a capo del programma di formazione dei cavalieri, non sapendo che Mordred è arrivato per distruggere la tavola Rotonda per vendicarsi di essere stato abbandonato dal padre, e inoltre detesta essere cavaliere. Artù inizia a sentire la fatica di regnare l'Inghilterra. Intanto Mordred ha escogitato un piano per rovinare Artù e il suo regno definitivamente. Entra in una radura incantata dove sua zia, la fata Morgana, abita in un castello invisibile. Morgana è golosa di dolciumi e, sebbene provi simpatia per Artù, Mordred riesce a corromperla per costruire una barriera invisibile intorno al re per una note. Nel frattempo, molti dei Cavalieri sono annoiati con la cavalleria e desiderano battagliare e saccheggiare. Mordred marcia su questo per metterli contro Artù. Intanto, Lancillotto fa visita a Ginevra nelle sue stanze, dove si baciano con passione. Tuttavia, la relazione tra I due e le macchinazioni di Mordred precipitano quando quest'ultimo e alcuni cavalieri della Tavola Rotonda accusano Lancillotto di tradimento e cercano di imprigionarlo. Lancillotto li respinge e scappa, ma Ginevra viene bloccata, messa alla prova, giudicata colpevole di tradimento per la sua infedeltà e condannata al rogo. All'esecuzione, Artù guarda a distanza dato che Mordred lo schernisce per aver fallito; è indeciso se far valere il suo potere in quanto re, o se risparmiare Ginevra, per la quale prova ancora amore nonostante tutto. All'ultimo momento, Lancllotto arriva col suo esercito, salva Ginevra e la porta con sé in Francia. Nel far questo, però, è costretto ad uccidere alcuni cavalieri, procurando nei sopravvissuti un giuramento di vendetta.
Per il bene del proprio onore e per quello di Camelot, Artù deve dichiarare guerra a Lancillotto. Mordred ha sollevato il suo esercito contro Artù. La guerra ha causato un gran numero di vittime a Camelot, e più di metà dei Cavalieri della Tavola Rotonda sono stati uccisi. Prima della battaglia finale, Artù incontra Lancillotto e Ginevra. La relazione tra i due è fondata. Ginevra diventa suora e la Tavola Rotonda viene sciolta. Si offrono di affrontare la giustizia in Inghilterra, ma Artù non vuole che Ginevra subisca il rogo e che Lancillotto venga decapitato. Li perdona entrambi e partono separatamente. Quella notte, Artù incontra un giovane di passaggio, Tom di Warwick, il quale è arrivato per unirsi alla Tavola Rotonda. Il suo discorso ricorda ad Artù l'idealismo e la speranza che aveva lui quando era un giovane re, e ciò lo ispira. Nomina Tom cavaliere e lo manda in Inghilterra perché cresca e possa tramandare alle generazioni future gli ideali della cavalleria di Camelot.

## Numeri musicali
Atto I
- "Overture" and "The March [Parade]"
- "I Wonder What the King Is Doing Tonight" (Artù)
- "The Simple Joys of Maidenhood" (Ginevra)
- "Camelot" (Artù)
- "Camelot" (reprise) (Artù e Ginevra)
- "Follow Me" (Nimue)
- "C'est Moi" (Lancillotto)
- "The Lusty Month of May" (Ginevra e coro)
- "Then You May Take Me To the Fair" (Ginevra, Sir Lionel, Sir Sagramore, e Sir Dinadan)
- "How To Handle a Woman" (Artù)
- "The Jousts" (Artù, Ginevra e coro)
- "Before I Gaze at You Again" (Ginevra)

Atto II
- "If Ever I Would Leave You" (Lancillotto)
- "The Seven Deadly Virtues" (Mordred)
- "What Do the Simple Folk Do?" (Artù e Ginevra)
- "Fie on Goodness!" (Mordred e i cavalieri)
- "I Loved You Once In Silence" (Ginevra)
- "Guenevere" (Coro)
- "Camelot" (reprise) (Re Artù)

## Il giudizio della critica
Gli articoli critici di New York, riguardo alla Produzione originale, erano abbastanza positivi. Un articolo su The New York Times del 1993 commenta il musical così: «è cresciuto negli anni, probabilmente grazie alle musiche… [che] uniscono una semplicità lirica ad un superbo romanticism». Un articolo del 2003 riporta: «questo classico musicalmente ricco basato su una leggenda evoca spavalderia a sufficienza da far sorridere. Per gli amanti di un'atmosfera romanzesca da quattro soldi, “Camelot” ha tutto quello che serve: una graziosa principessa inglese corteggiata da un re timido, ma passionale; un fervente cavaliere francese, diviso tra la devozione per il suo sovrano ed un amore incontrollabile per la moglie di quest'ultimo».

## Riconoscimenti
- Tony Award
  - 1961 – Miglior attore protagonista in un musical a Richard Burton
  - 1961 – Candidatura  Miglior attrice protagonista in un musical a Julie Andrews
  - 1961 – Miglior conduttore e direttore musicale a Franz Allers
  - 1961 – Migliori scene in un musical a Oliver Smith
  - 1961 – Migliori costumi in un musical ad Adrian e Tony Duquette

- Theatre World Award
  - 1961 – a Robert Goulet

- Outer Critics Circle Award
  - 1961 – Migliori scene a Oliver Smith
  - 2023 – Premio speciale alla carriera a B. H. Barry

- Drama Desk Award
  - 2023 – Migliore combattimento coreografico a B. H. Barry